# Modellteater
En modellteater är en skalmodell av en teaterbyggnad i trä eller papp. Till den finns kulisser och figurer, vanligtvis i papp.
En modellteater kan vara enkel eller avancerad. Det finns modeller som bara består av ett frontstycke med ett fyrkantigt hål med en liten scen bakom, och det finns modeller med riktiga råsystem för kulisserna, vridscen och elektriskt ljus.
Det är lätt att uppfatta modellteatern som en leksak och den kan också vara en väldigt trevlig sådan för barn, men den kan likaväl vara ett seriöst verktyg för vuxna utövare av teater, framför allt för barn och ungdomar.

## Internationellt

### Japan
I Japan finns förutom bunraku en lång tradition med en enkel variant av ram för utbytbara kulisser och scener målade på papper, kamishibai, till vilken en kringvandrande berättare skaffar sig levebröd.

### Europa
Man vet att det har funnits modellteatrar i Europa sedan 1700-talet.
I Danmark har man standardstorlekar på teatrar och färdigtryckta paket med figurer, kulisser och manus. Tyskland är också rikt på intresse för modellteatrar. I Sverige finns ingen egentlig tradition av modellteatrar och det finns få butiker som saluför kulisser och figurer. I Nyköping finns Gripes Modellteatermuseum med ett hundratal monterade scenbilder.

## Modellteater i film och litteratur
- Fanny och Alexander av Ingmar Bergman